# (264077) Dluzhnevskaya
(264077) Dluzhnevskaya est un astéroïde de la ceinture principale.

## Description
(264077) Dluzhnevskaya est un astéroïde de la ceinture principale. Il fut découvert le 24 septembre 2009 à Zelenchukskaya Station par Timur V. Kryachko. Il présente une orbite caractérisée par un demi-grand axe de 2,81 UA, une excentricité de 0,04 et une inclinaison de 3,6° par rapport à l'écliptique.

## Compléments